# Anatoli Davydov
Anatoli Viktorovitch Davydov (en russe : Анатолий Викторович Давыдов) est un footballeur professionnel russe né le 13 novembre 1953 à Toula.
Actif de 1971 à 1997, il a notamment évolué au poste de défenseur au sein du Zénith Saint-Pétersbourg, où il passe la grande majorité de sa carrière entre 1975 et 1988 puis en 1997, accumulant un total de 456 matchs joués pour le club, ce qui fait de lui le joueur le plus capé de son histoire. Il est également connu pour sa longévité, ne mettant un terme à sa carrière qu'à l'âge de 44 ans.
Il est le père de Dmitri Davydov (en), lui aussi footballeur professionnel, avec lequel il a même joué au cours de la saison 1997, peu avant la fin de sa carrière.

## Biographie

### Carrière en club
Natif de Toula, c'est dans cette ville qu'il effectue sa formation au sein de l'équipe locale du Torpedo avant de faire ses débuts professionnels avec le Metallourg en 1971 en troisième division soviétique. Après avoir joué trois matchs pour sa première saison, il s'impose par la suite comme titulaire au sein de l'équipe. Ses performances lui valent ainsi d'être recruté à la mi-saison 1975 par le Zénith Léningrad, qui évolue quant à lui en première division. Y devenant très vite un titulaire régulier, Davydov reste plus de treize années au sein du club, jouant pas moins de 439 matchs pour 11 buts inscrits durant son passage. Il y remporte ainsi le championnat soviétique en 1984 et dispute notamment la Coupe des clubs champions européens l'année suivante.
Âgé de 35 ans en fin d'année 1988, il quitte alors Léningrad pour rallier le Torpedo Togliatti en troisième division le temps d'une saison, qu'il termine cependant au Krylia Sovetov Kouïbychev où il dispute trois matchs. Il effectue par la suite un bref passage en troisième division finlandaise au Helsingin Ponnistus (en) en 1990 avant de revenir en Union soviétique où il évolue pour le Lokomotiv Saint-Pétersbourg en quatrième division. Il retourne ensuite au Ponnistus où il évolue cette fois quatre saisons durant, qui voient le club finalement atteindre la première division finlandaise en 1995. Après la relégation du club en fin de saison, Davydov rejoint le temps d'une année la Chine et le Foshan Fosti (en), club de deuxième division, en 1996 avant de rentrer en Russie effectuer un dernier passage au Zénith Saint-Pétersbourg, où il dispute une quinzaine de matchs de première division, dont certains avec son propre fils Dmitri. Il joue son dernier match le 3 septembre 1997 contre le Tchernomorets Novorossiisk alors qu'il est âgé de 43 ans et 295 jours, ce qui fait de lui le joueur le plus âgé à jouer un match de première division russe, et décide par la suite de mettre un terme à sa carrière en fin d'année.

### Carrière d'entraîneur
Devenant déjà brièvement adjoint durant son passage au Ponnistus Helsinki en fin d'année 1995, Davydov prend également un poste d'adjoint dans l'encadrement technique d'Anatoli Bychovets en parallèle de celui de joueur lors de son retour au Zénith Saint-Pétersbourg en 1997. S'y consacrant par la suite entièrement après sa fin de carrière professionnelle, l'engagement de Bychovets par l'équipe nationale en septembre 1998 le voit mettre entre parenthèses son poste au Zénith, amenant Davydov à être nommer dans un premier temps entraîneur principal par intérim avant d'être confirmé dans ses fonctions au mois de novembre, après le non-renouvellement du contrat de Bychovets,. Quelques mois après sa prise de poste, il amène l'équipe à la finale de la Coupe de Russie en mai 1999, qu'il remporte finalement face au Dynamo Moscou. Ses performances en championnat sont cependant plus décevantes, le club finissant notamment huitième en 1999. Le début de la saison suivante s'avère tout aussi décevant et amène à son renvoi en avril 2000. Il est cependant maintenu dans l'organigramme du club, entraînant notamment les équipes de jeunes jusqu'en 2001.
Il est engagé à la fin du mois de décembre 2001 par le Metallourg Lipetsk en troisième division russe. Après avoir amené l'équipe à la promotion lors de la saison 2002, il arrive par la suite à la maintenir pendant deux saisons en deuxième division. Un mauvais début d'exercice 2005 amène cependant à son départ au début du mois de mai 2005. Il ne reste cependant pas inactif très longtemps, étant engagé seulement quelques semaines après par le Tchkalovets-1936 Novossibirsk, qui se trouve en position de relégable à sept points du maintien. Il parvient finalement à amener l'équipe au maintien en fin de saison en finissant dixième en fin d'année, qui voit le club être renommé Sibir. Les performances de l'équipe se détériorent cependant au cours de la saison 2006, amenant au renvoi de Davydov à la mi-septembre, bien que le club se classe alors onzième en championnat.
Recruté en début d'année 2007 par le Tekstilchtchik Ivanovo, tout juste promu en deuxième division, avec l'objectif de maintenir l'équipe, il échoue cependant à cette tâche tandis que le club termine vingtième et relégable en fin de saison, et quitte son poste à la fin de l'exercice. Il retourne par la suite au Zénith Saint-Pétersbourg où il devient l'entraîneur de l'équipe réserve. La démission de Dick Advocaat en août 2009 le voit redevenir entraîneur de l'équipe première, d'abord par intérim puis de façon définitive, jusqu'à la fin de la saison 2009, qui le voit emmener le club à la troisième place du championnat. Il est par la suite remplacé par Luciano Spalletti au mois de décembre 2009 et retrouve sa place d'entraîneur de la réserve. Après trois ans et demi à ce poste, Davydov quitte finalement le Zénith en juin 2013 pour prendre la tête du Tom Tomsk, tout juste promu en première division pour la saison 2013-2014. Après un début d'exercice désastreux qui le voit perdre sept de ses huit premiers matchs, il décide de démissionner dès le mois de septembre suivant.
Inactif par la suite, il reprend finalement du service en juin 2017 en étant nommé à la tête de la deuxième équipe du Zénith Saint-Pétersbourg en deuxième division. Il quitte cependant ce poste dès le mois de décembre au cours de la trêve hivernale pour devenir directeur du centre de formation du club.

## Statistiques

### Statistiques de joueur
| Saison                | Club                      | Championnat           | Championnat | Championnat | Coupe(s) nationale(s) | Coupe(s) nationale(s) | Compétition(s) continentale(s) | Compétition(s) continentale(s) | Compétition(s) continentale(s) | Total | Total |
| Saison                | Club                      | Division              | M.          | B.          | M.                    | B.                    | Comp.                          | M.                             | B.                             | M.    | B.    |
| 1971                  | Metallourg Toula          | D3                    | 3           | 0           | -                     | -                     | -                              | -                              | -                              | 3     | 0     |
| 1972                  | Metallourg Toula          | D3                    | 34          | 1           | -                     | -                     | -                              | -                              | -                              | 34    | 1     |
| 1973                  | Metallourg Toula          | D3                    | -           | 1           | -                     | -                     | -                              | -                              | -                              | 0     | 1     |
| 1974                  | Machinostroïtel Toula     | D3                    | 38          | 1           | -                     | -                     | -                              | -                              | -                              | 38    | 1     |
| 1975                  | Machinostroïtel Toula     | D3                    | 17          | 1           | -                     | -                     | -                              | -                              | -                              | 17    | 1     |
| Sous-total            | Sous-total                | Sous-total            | 92+         | 4           | -                     | -                     | -                              | -                              | -                              | 92    | 4     |
| 1975                  | Zénith Léningrad          | D1                    | 14          | 1           | -                     | -                     | -                              | -                              | -                              | 14    | 1     |
| 1976                  | Zénith Léningrad          | D1                    | 23          | 0           | 2                     | 0                     | -                              | -                              | -                              | 25    | 0     |
| 1977                  | Zénith Léningrad          | D1                    | 14          | 1           | 3                     | 0                     | -                              | -                              | -                              | 17    | 1     |
| 1978                  | Zénith Léningrad          | D1                    | 25          | 2           | 5                     | 1                     | -                              | -                              | -                              | 30    | 3     |
| 1979                  | Zénith Léningrad          | D1                    | 33          | 1           | 5                     | 0                     | -                              | -                              | -                              | 38    | 1     |
| 1980                  | Zénith Léningrad          | D1                    | 31          | 0           | 5                     | 0                     | -                              | -                              | -                              | 36    | 0     |
| 1981                  | Zénith Léningrad          | D1                    | 29          | 1           | 5                     | 0                     | C3                             | 2                              | 0                              | 36    | 1     |
| 1982                  | Zénith Léningrad          | D1                    | 33          | 0           | 3                     | 0                     | -                              | -                              | -                              | 36    | 0     |
| 1983                  | Zénith Léningrad          | D1                    | 31          | 1           | 4                     | 0                     | -                              | -                              | -                              | 35    | 1     |
| 1984                  | Zénith Léningrad          | D1                    | 27          | 1           | 7                     | 0                     | -                              | -                              | -                              | 34    | 1     |
| 1985                  | Zénith Léningrad          | D1                    | 29          | 1           | 4                     | 0                     | C1                             | 4                              | 0                              | 37    | 1     |
| 1986                  | Zénith Léningrad          | D1                    | 28          | 1           | 7                     | 0                     | -                              | -                              | -                              | 35    | 1     |
| 1987                  | Zénith Léningrad          | D1                    | 26          | 0           | 4                     | 0                     | C3                             | 2                              | 0                              | 32    | 0     |
| 1988                  | Zénith Léningrad          | D1                    | 27          | 0           | 6                     | 0                     | -                              | -                              | -                              | 33    | 0     |
| Sous-total            | Sous-total                | Sous-total            | 370         | 10          | 60                    | 1                     | -                              | 8                              | 0                              | 438   | 11    |
| 1989                  | Torpedo Togliatti         | D3                    | 32          | 2           | -                     | -                     | -                              | -                              | -                              | 32    | 2     |
| 1989                  | Krylia Sovetov Kouïbychev | D3                    | 3           | 0           | -                     | -                     | -                              | -                              | -                              | 3     | 0     |
| Sous-total            | Sous-total                | Sous-total            | 35          | 2           | -                     | -                     | -                              | -                              | -                              | 35    | 2     |
| 1992                  | Ponnistus Helsinki        | D3                    | 10          | 0           | -                     | -                     | -                              | -                              | -                              | 10    | 0     |
| 1993                  | Ponnistus Helsinki        | D2                    | 26          | 1           | -                     | -                     | -                              | -                              | -                              | 26    | 1     |
| 1994                  | Ponnistus Helsinki        | D2                    | 24          | 0           | -                     | -                     | -                              | -                              | -                              | 24    | 0     |
| 1995                  | Ponnistus Helsinki        | D1                    | 20          | 1           | -                     | -                     | -                              | -                              | -                              | 20    | 1     |
| Sous-total            | Sous-total                | Sous-total            | 80          | 2           | -                     | -                     | -                              | -                              | -                              | 80    | 2     |
| 1997                  | Zénith Saint-Pétersbourg  | D1                    | 15          | 0           | 3                     | 0                     | -                              | -                              | -                              | 18    | 0     |
| Total sur la carrière | Total sur la carrière     | Total sur la carrière | 592         | 18          | 63                    | 1                     | -                              | 8                              | 0                              | 663   | 19    |

### Statistiques d'entraîneur
| Zénith Saint-Pétersbourg   | 25 septembre 1998 | 28 avril 2000     | 47  | 18  | 14 | 15  | 38,3 |
| Metallourg Lipetsk         | 25 décembre 2001  | 4 mai 2005        | 144 | 70  | 34 | 40  | 48,6 |
| Sibir Novossibirsk         | 28 mai 2005       | 19 septembre 2006 | 65  | 28  | 15 | 22  | 43,1 |
| Tekstilchtchik Ivanovo     | 6 janvier 2007    | 5 octobre 2007    | 35  | 8   | 8  | 19  | 22,9 |
| Zénith Saint-Pétersbourg   | 10 août 2009      | 9 décembre 2009   | 15  | 9   | 4  | 2   | 60,0 |
| Tom Tomsk                  | 6 juin 2013       | 15 septembre 2013 | 8   | 0   | 1  | 7   | 0,0  |
| Zénith-2 Saint-Pétersbourg | 16 juin 2017      | 26 décembre 2017  | 25  | 5   | 7  | 13  | 20,0 |
| Total                      | Total             | Total             | 339 | 138 | 83 | 118 | 40,7 |

## Palmarès
Palmarès de joueur
- Zénith Léningrad
  - Vainqueur du championnat soviétique en 1984.
  - Vainqueur de la Supercoupe d'Union soviétique en 1985.
  - Finaliste de la Coupe d'Union soviétique en 1984.

Palmarès d'entraîneur
- Zénith Saint-Pétersbourg
  - Vainqueur de la Coupe de Russie en 1999.